# Erebus (djur)
För andra betydelser, se Erebus.
Erebus är ett släkte av fjärilar. Erebus ingår i familjen nattflyn.

## Bildgalleri

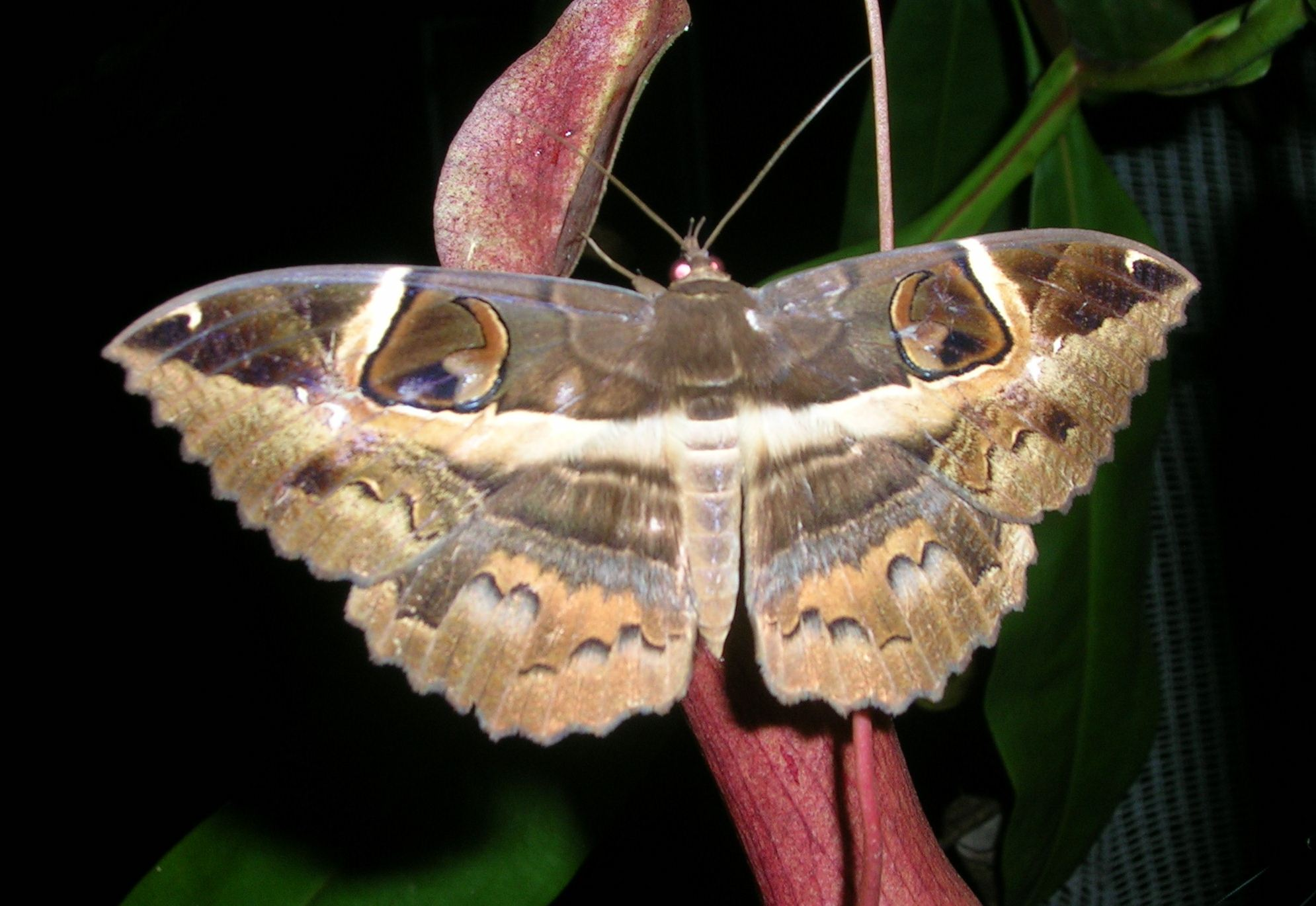

## Dottertaxa tillErebus, i alfabetisk ordning[1]
- Erebus acuta
- Erebus albiangulata
- Erebus albicans
- Erebus albicinctus
- Erebus albicrustata
- Erebus albidosuffusa
- Erebus aroa
- Erebus atavistis
- Erebus bismarcia
- Erebus caliginea
- Erebus candidii
- Erebus capriniulgus
- Erebus celebensis
- Erebus ceramica
- Erebus cinereosuffusa
- Erebus clavifera
- Erebus crepuscularis
- Erebus dentifascia
- Erebus deochrata
- Erebus destrigata
- Erebus dilutebrunnea
- Erebus ephesperis
- Erebus exterior
- Erebus felderi
- Erebus gemmans
- Erebus gemmoides
- Erebus glaucopis
- Erebus harmonia
- Erebus hieroglyphica
- Erebus illodes
- Erebus insularis
- Erebus intermedia
- Erebus jaintiana
- Erebus laetitia
- Erebus leucotaenia
- Erebus lunaris
- Erebus luzonica
- Erebus malanga
- Erebus maurus
- Erebus meforensis
- Erebus mirans
- Erebus mygdonia
- Erebus niasana
- Erebus noctualis
- Erebus obliquemaculata
- Erebus obliterans
- Erebus obnubilata
- Erebus obscura
- Erebus obscurata
- Erebus ophristigmaris
- Erebus orcina
- Erebus orion
- Erebus phaea
- Erebus philippiensis
- Erebus pilosa
- Erebus prunosa
- Erebus purpurata
- Erebus rivularis
- Erebus rupricapra
- Erebus saparaea
- Erebus seistosticha
- Erebus speciosus
- Erebus strigipennis
- Erebus subobscura
- Erebus sumatrensis
- Erebus sumbana
- Erebus superba
- Erebus tenebrata
- Erebus terminalis
- Erebus terminitincta
- Erebus truncata
- Erebus ulula
- Erebus walkeri
- Erebus variegata